# عهدنامه شیمودا
عهدنامه شیمودا (به ژاپنی: 下田条約, Shimoda Jouyaku)، عهدنامه تجارت و ناوبری بین ژاپن و روسیه (به ژاپنی: 日露和親条約, Nichi-Ro Washin Jouyaku) اولین قرارداد تجاری بین امپراتوری ژاپن و امپراتوری روسیه بود که در ۷ فوریه ۱۸۵۵ در دوره شوگون سالاری توکوگاوا به امضا رسید. پس از عهدنامه کاناگاوا، مابین ژاپن و ایالات متحده آمریکا این قرارداد با فاصله کمی بسته شد.